# فرانك إم. فيتزجيرالد
فرانك إم. فيتزجيرالد هو محامي وسياسي أمريكي، ولد في 11 نوفمبر 1955 في غراند ليدج في الولايات المتحدة، وتوفي في 9 ديسمبر 2004. نشط حزبياً في الحزب الجمهوري. وقد انتخب عضو مجلس نواب ميشيغان ‏.